# L'Idiot (pièce de théâtre)
Pour l’article homonyme, voir L'Idiot.
L'Idiot est une pièce de théâtre d'André Barsacq, d'après le roman de Fédor Dostoievski. La pièce a été filmée et retransmise en 1968. Elle a été publiée dans L'Avant-Scène Théâtre (n° 367, 1966) et représentée pour la première fois en 1966 au Théâtre de l'Atelier.

## Thèmes principaux
Sur une toile de fond tissée par une peinture de la société de l'époque, plusieurs thèmes se détachent. 
Celui de la beauté outragée, victime d'une société féroce, vouée au culte de l'argent ; celui de la victime du sort dont la révolte s'étend à la nature entière. Enfin, à travers le Prince Mychkine, qui possède une confiance illimitée envers autrui, qui se sent envahi d'un amour immense pour l'humanité et dont la bonté va jusqu'à la sainteté, se pose le problème de la responsabilité humaine et tente de donner une réponse : « La pitié est ce qui importe le plus ; peut-être est-elle l'unique loi de l'existence humaine ».